# 이승희 (가수)
이승희(1988년 9월 25일 ~ )은 대한민국의 가수, 국악인이다.

## 학력
- 창현고등학교 (졸업)
- 서울예술대학교 국악과 전문학사 (졸업)

## 경력
- 중요무형문화재 제57호 경기민요 전수자

## 수상
- 2009년 SBS 쇼! 노래하는 대한민국 대상 수상
- 2008년 KBS 전국노래자랑 최우수상
- 2008년 제13회 고양행주전국국악경연대회 고양시장상
- 2005년 제12회 경기국악제 전국경연대회 학생부 동상 수상
- 2005년 제12회 경기국악제 전국경연대회 예총회장상
- 2005년 경기도학생예능경연대회 도지사상

## 데뷔
- 2010년 1집 앨범 "좋은 게 좋은 거야"

## 음반
- 2010년 좋은 게 좋은 거야